# Groclant
Groclant, Grocland o Groclandia es el nombre de una "isla fantasma" que se suponía ubicada al oeste de Groenlandia y que aparece en diversos mapas hasta fines del siglo XVI.
El origen de esta isla fantasma se remonta a una lectura errónea del nombre Groenlandia (Grønland en danés , antiguamente Grœnnland, algunas veces abreviado Groẽnland) y a la confusión con islas como la de Baffin u otras de la actual región canadiense de Nunavut.

Uno de los primeros mapas en los que aparece es el de Mercator de 1569 y uno de los últimos es el de Quadus de 1608.
- Datos: Q2662368